# Antonín Starý

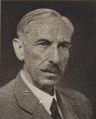
Antonín Starý, 1942

Antonín Starý (9. Juli 1878 in  Herálec na Moravě – 28. Oktober 1942 in Prag) war ein tschechischer Dermatologe und Venerologe. Er übersetzte auch Belletristik aus dem Englischen, Deutschen und Französischen. Er benutzte das Pseudonym K. Studna.

## Übersetzungen ins Tschechische
- Oscar Wilde: De Profundis; Epistel: In Gefangenschaft und Fesseln. (1908)
- Wilhelm Bölsche: Das Liebesleben in der Natur. Eine Entwicklungsgeschichte der Liebe. (1924)
- Walter Scott: Ivanhoe (1926)